# Ivo Hrazdira
Ivo Hrazdira (* 3. října 1930 ve Štítech, okres Šumperk) je český lékař a vysokoškolský učitel – biofyzik, významný propagátor využití ultrazvuku v lékařství. Je synovcem skladatele, dirigenta a sbormistra Cyrila Metoděje Hrazdiry, synem jeho mladšího bratra Eduarda (1883–1972).

## Vzdělání
- Gymnázium v Přerově – maturita v roce 1950
- 1950–1956 LF MU v Brně – všeobecné lékařství
- 1963 CSc. – LF UK v Bratislavě
- 1966 – habilitace z lékařské fyziky
- 1981 DrSc. – ČSAV v Praze, 1981 profesor pro obor biofyzika

## Akademická kariéra
- Od roku 1956 odb. asistent, od r. 1966 docent na Ústavu lékařské fyziky LF tehdejší UJEP v Brně.
- 1969–1972 vedoucí Biofyzikálního ústavu LF univerzity v Oranu (Alžírsko).
- 1975–1996 přednosta Biofyzikálního ústavu LF MU v Brně.
- 1990–1997 vedoucí Centra pro ultrazvukovou diagnostiku LF MU a FN u sv. Anny v Brně.
- 1987–1991 proděkan LF MU v Brně.
- 1990–1996 člen Vědecké rady Masarykovy univerzity a Vědecké rady lékařské fakulty. Nyní emeritní profesor LF MU.

## Odborné aktivity
- Spoluzakladatel a dlouholetý předseda Sekce pro ultrazvuk v lékařství a biologii, později České společnosti pro ultrazvuk v lékařství.
- 1980–1996 člen Evropské komise pro bezpečnost ultrazvuku.
- 1982–1988 člen exekutivy Evropské federace společností pro ultrazvuk v lékařství a biologii.
- 1987–1992 předseda Československé biologické společnosti.
- 1990–1994 člen Rady vědeckých společností při ČSAV.
- 1996–2005 člen komise pro obhajoby doktorských disertačních prací z biofyziky při Ministerstvu školství Slovenské republiky.
- 1992–2002 člen redakční rady časopisu European Journal for Ultrasound.
- 1980–2007 člen redakční rady časopisu Lékař a technika.
- 2010–2014 předseda České společnosti lékařské fyziky ČLS JEP

## Ocenění
- 1985 zlatá medaile LF UP v Olomouci,
- 1988 zlatá medaile LF UK v Bratislavě,
- 1988 Pioneer Award in Medical Ultrasound (AIUM Washington),
- 1991 zlatá plaketa J. G. Mendela Za zásluhy o rozvoj v biologických vědách (ČSAV),
- 1995 Pamětní medaile LF MU,
- 1998 Medaile Ministerstva školství, mládeže a tělovýchovy I. st. za celoživotní pedagogickou a vědeckou práci,
- 2005 pamětní medaile LF UK v Bratislavě za dlouholetou spolupráci.
- 2020 zlatá pamětní medaile České lékařské společnosti J.E.P. za celoživotní pedagogickou a vědeckou práci v oblasti lékařské fyziky a biofyziky

Čestné členstvíMedical
- Německá společnost pro ultrazvuk v lékařství,
- Polská akustická společnost,
- Čs. biologická společnost,
- Česká společnost biomedicínského inženýrství a lékařské informatiky.
- Česká společnost lékařské fyziky ČLS JEP – čestný předseda

## Nejvýznamnější publikace
- Biofyzika, učebnice pro lék. fakulty (ved. autor a editor), Avicenum Praha 1983, 1990, Osveta Martin 1985.
- Ultrazvuk v lékařské diagnostice a terapii – spoluautor (ed. E. Čech), Avicenum Praha 1982.
- Biofyzika pre lekárov – spoluautor (ed. J.Holan), Osveta Martin 1982.
- Úvod do barevné duplexní ultrasonografie (ved. autor) vyd. AF 167 Kuřim 1998.
- Lékařská biofyzika a přístrojová technika (I. Hrazdira, V. Mornstein) Neptun Brno 2001, 2004.
- Stručné repetitoriun ultrasonografie, Audioscan Praha 2003.
- Fundamentals of Biophysics and Medical Technology (I. Hrazdira, V. Mornstein, A. Bourek, J. Škorpíková). Masarykova univerzita Brno, 2007.
- Lékařská fyzika a informatika (V. Mornstein, I. Hrazdira, A. Bourek). Neptun Brno, 2007.

12 titulů skript z lékařské fyziky, biofyziky a ultrazvukové diagnostiky pro studenty lékařské fakulty. Asi 160 článků v domácích i zahraničních časopisech a sbornících. Přes 200 přednášek na kongresech, konferencích, symposiích a postgraduálních kurzech.